# Jean-Pierre Marielle
Jean-Pierre Marielle (Parigi, 12 aprile 1932 – Saint-Cloud, 24 aprile 2019) è stato un attore francese.

## Biografia
Figlio di Georges Marielle, un industriale, e di Juliette Coulbois, nel 2003 sposò in quarte nozze l'attrice Agathe Natanson. Conosciuto per la voce cavernosa, vinse numerosi premi fra cui il Premio Molière (miglior attore nel 1994 in Le Retour) e fu candidato al Premio César per il migliore attore in tre edizioni diverse (1976, 1992 e 2008) e per il migliore attore non protagonista in quattro occasioni a distanza di più di vent'anni dalla prima (1982, 1989, 1993 e 2004).
Ritiratosi dal cinema nel 2016, negli ultimi anni lottò contro la malattia di Alzheimer fino alla sua morte, avvenuta il 24 aprile 2019, ad 87 anni.

## Filmografia parziale
- Il grande bluff (Le Grand bluff), regia di Patrice Dally (1957)
- Tutti possono uccidermi (Tous peuvent me tuer), regia di Henri Decoin (1957)
- Lulù tra gli uomini (Charmants garçons), regia di Henri Decoin (1957)
- Pierrot la tendresse, regia di François Villiers (1960)
- Le brune sparano (La Brune que voilà), regia di Robert Lamoureux (1960)
- Sensi inquieti (Climats), regia di Stellio Lorenzi (1962)
- Buccia di banana (Peau de banane), regia di Marcel Ophüls (1963)
- Confetti al pepe (Dragées au poivre), regia di Jacques Baratier (1963)
- Faccio saltare la banca (Faites sauter la banque!), regia di Jean Girault (1964)
- Ho una moglie pazza, pazza, pazza (Relaxe-toi chérie), regia di Jean Boyer (1964)
- Scappamento aperto (Échappement libre), regia di Jean Becker (1964)
- ...poi ti sposerò (Un Monsieur de compagnie), regia di Philippe de Broca (1964)
- Weekend a Zuydcoote - Spiaggia infuocata (Week-end à Zuydcoote), regia di Henri Verneuil (1964)
- La bonne occase, regia di Michel Drach (1965)
- Colpo grosso a Parigi (Cent briques et des tuiles), regia di Pierre Grimblat (1965)
- I sette falsari (Monnaie de singe), regia di Yves Robert (1966)
- Trappola per l'assassino (Roger la Honte), regia di Riccardo Freda (1966)
- Un avventuriero a Tahiti (Tendre voyou), regia di Jean Becker (1966)
- L'Homme à la Buick, regia di Gilles Grangier (1968)
- Non tirate il diavolo per la coda (Le Diable par la queue), regia di Philippe de Broca (1969)
- Le calde amicizie (Quarante-huit heures d'amour), regia di Cécil Saint-Laurent (1969)
- Portami quello che hai e prenditi quello che vuoi (Les Caprices de Marie), regia di Philippe de Broca (1970)
- L'amore è allegro, l'amore è triste (L'Amour c'est gai, l'amour c'est triste), regia di Jean-Daniel Pollet (1971)
- 4 mosche di velluto grigio, regia di Dario Argento (1971)
- Senza movente (Sans mobile apparent), regia di Philippe Labro (1971)
- C'era una volta Pollicino (Le Petit poucet), regia di Michel Boisrond (1972)
- Quello che già conosci del sesso e non prendi più sul serio (Sex-shop), regia di Claude Berri (1972)
- L'affaire Crazy Capo, regia di Patrick Jamain (1973)
- Hai mai provato... in una valigia? (La Valise), regia di Georges Lautner (1973)
- Un lenzuolo non ha tasche (Un Linceul n'a pas de poches), regia di Jean-Pierre Mocky (1974)
- Con mia moglie è tutta un'altra cosa (Dis-moi que tu m'aimes), regia di Michel Boisrond (1974)
- Che la festa cominci... (Que la fête commence... ), regia di Bertrand Tavernier (1975)
- Folli e liberi amplessi (Les Galettes de Pont-Aven), regia di Jöel Séria (1975)
- Il sapore della paura (La Traque), regia di Serge Leroy (1975)
- Dupont Lajoie, regia di Yves Boisset (1975)
- Corrimi dietro... che t'acchiappo (Cours après moi ... que je t'attrape), regia di Robert Pouret (1976)
- Infedelmente tua (On Aura tout vu), regia di Georges Lautner (1976)
- Calmos, regia di Bertrand Blier (1976)
- Sturmtruppen, regia di Salvatore Samperi (1976)
- L'Imprécateur, regia di Jean-Louis Bertuccelli (1977)
- Un Moment d'égarement, regia di Claude Berri (1977)
- L'Entourloupe, regia di Gérard Pirès (1980)
- Colpo di spugna (Coup de torchon), regia di Bertrand Tavernier (1981)
- Jamais avant le mariage, regia di Daniel Ceccaldi (1982)
- Partenaires, regia di Claude d'Anna (1984)
- Hold-Up, regia di Alexandre Arcady (1985)
- Lui portava i tacchi a spillo (Tenue de soirée), regia di Bertrand Blier (1986)
- Les deux crocodiles, regia di Joël Séria (1987)
- Qualche giorno con me (Quelques jours avec moi), regia di Claude Sautet (1988)
- Uranus, regia di Claude Berri (1990)
- Tutte le mattine del mondo (Tous les matins du monde), regia di Alain Corneau (1991)
- Max & Jeremie devono morire (Max & Jeremie), regia di Claire Devers (1992)
- Uno, due, tre, stella! (Un, deux, trois, soleil!), regia di Bertrand Blier (1993)
- Il profumo di Yvonne (Le Parfum d'Yvonne), regia di Bertrand Blier (1994)
- Il sorriso (Le Sourire), regia di Claude Miller (1994)
- Les Grands ducs, regia di Patrice Leconte (1996)
- Une pour toutes, regia di Claude Lelouch (1999)
- Actors (Les acteurs), regia di Bertrand Blier (2000)
- La Petite Lili, regia di Claude Miller (2003)
- Atomik Circus (Atomik Circus - Le retour de James Bataille), regia di Didier Poiraud (2004)
- Il codice da Vinci (The Da Vinci Code), regia di Ron Howard (2006)
- Le grand Meaulnes, regia di Jean-Daniel Verhaeghe (2006)
- Ce que mes yeux ont vu, regia di Laurent de Bartillat (2007)
- L'esplosivo piano di Bazil (Micmacs à tire-larigot), regia di Jean-Pierre Jeunet (2009)
- Pièce montée, regia di Denys Granier-Deferre (2010)
- Dream Team (Les Seigneurs), regia di Olivier Dahan (2012)
- Tutti pazzi in casa mia (Une Heure de tranquillité), regia di Patrice Leconte (2014)

## Doppiatori italiani
- Renato Turi in Buccia di banana, Colpo grosso a Parigi
- Sergio Graziani in Weekend a Zuydcoote - Spiaggia infuocata
- Pino Locchi in 4 mosche di velluto grigio
- Franco Zucca in L'esplosivo piano di Bazil, Tutti pazzi in casa mia
- Giancarlo Padoan in Tutte le mattine del mondo
- Angelo Nicotra in Dream Team